# Алекс Килорн
Александар Џозеф „Алекс” Килорн (енгл. Alexander Joseph "Alex" Killorn — Халифакс, 14. септембар 1989) професионални је канадски хокејаш на леду који игра на позицијама левокрилног нападача.
Члан је сениорске репрезентације Канаде за коју је на међународној сцени дебитовао на светском првенству 2017. када су Канађани освојили сребрну медаљу.
Учествовао је на улазном НХЛ драфту 2007. када га је као 77. пика у трећој рунди одабрала екипа Тампа Беј лајтнингса. За тим из Тампе игра од почетка професионалне каријере 2012. године. У јулу 2016. потписао је нови седмогодишњи уговор са Лајтнингсима вредан 31 милион америчких долара.